# Türkmeneli
Turkmeneli (Turc: Türkmeneli, que vol dir Terra dels Turcmans) és el nom que es dona per a assenyalar les terres on viuen els turcmans iraquians (ells mateixos s'anomenen turkmen). Turkmeneli a grans trets és una franja diagonal que va des de la frontera turca (al punt proper a Síria) a Tell Afar (Telafer) al nord de l'Iraq, fins a Mendeli al límit de l'Iraq central. Les principals ciutats de Turkmeneli (de fet únicament on viuen un nombre significatiu de turcmans) són Kirkuk (Kerkuk pels turcmans), Tal Afar (Telafer), Mossul (Musul), Erbil, Altunkopru, Tuz Khurmatu, Kifri, Khanaqin, Mendeli i Bedre. El Front Turcman Iraquià demana l'autonomia de les zones on són majoria, dins l'Iraq, amb capital a Kirkuk; l'Associació Nacional Turcman per contra demana l'autonomia a les zones on són majoria a les províncies de Kirkuk i Mossul, dins l'autonomia kurda.

## Bandera
La primera bandera utilitzada pels turcmans és actualment considerada de fet la bandera de Turkmeneli. És blava amb dos franges blanques horitzontals (a l'inrevés que la d'Israel, però el blau més clar) i la mitja lluna i estel blancs a la part central, desplaçades cap al pal. Aquesta bandera, contra el que consta en alguns llocs, mai ha estat la del Front Turcman Iraquià, que l'utilitza en quant que bandera nacional i no com a pròpia.